# Lestidiops cadenati
Lestidiops cadenati är en fiskart som först beskrevs av Maul 1962.  Lestidiops cadenati ingår i släktet Lestidiops och familjen laxtobisfiskar. Inga underarter finns listade i Catalogue of Life.